# Philoliche brincki
Philoliche brincki är en tvåvingeart som beskrevs av H. Oldroyd 1957. Philoliche brincki ingår i släktet Philoliche och familjen bromsar. Inga underarter finns listade i Catalogue of Life.